# 滝本重行
滝本 重行（たきもと しげゆき）は、戦国時代から安土桃山時代にかけての武将。南部氏の家臣。陸奥国大光寺城代。

## 略歴
南部家臣の一員として、北信愛が退去したのち、大光寺城へ入る。城下家数90軒、石高1万5,6千石、平賀郡、田舎郡、津軽三大名の一つに数えられた。猛将として知られ、永禄8年（1565年）6月5日、乳井城主で乳井福王寺の別当である乳井玄蕃を、配下で大光寺城一の強者・後藤五郎左衛門に襲撃させ、荒田（現在の平川市荒田地区）引座川畔で殺害し、高畑城を接収するなどし、勢力を広げた。なお、乳井玄蕃は猿賀深沙大権現（猿賀神社）も兼ねており、強大な勢力から、常日頃争いが絶えなかった。その為、猿賀の百姓同士の境界争いに玄蕃が出向き、裁決を終え、その帰途を狙い主従25人を惨殺した。このことを恨み、玄蕃の子・建清は大浦為信に仕え、大光寺城攻めなどに活躍した。
天正2年（1574年）8月13日、大浦為信は4000（3000とも）の大軍で大光寺城へ攻め寄せた。しかし、舘田林からの知らせにより、事態を悟った重行は700の精鋭を率いて、本陣へ突撃した。不意を突かれた為信は敗走し、一回目の危機は逃れた。しかし、天正4年（1576年）正月元旦、再度の攻撃で正月という不意を突かれ、奮戦むなしく落城し、小湊口から南部へ逃れた。その際、室が「今はとて 立別るるもなれきにし 真木の柱に我等 わするな」と城内の柱に刻んで去ったという。その後、天正7年（1579年）7月に北畠顕則らと共に1000人の兵で本拠の奪還を狙うも、六羽川合戦で敗退し、比内へ敗走。その後、南部に逃れた。